# Comuna Dunaiiv, Peremîșleanî
Dunaiiv (în ucraineană Дунаїв) este o comună în raionul Peremîșleanî, regiunea Liov, Ucraina, formată din satele Dunaiiv (reședința), Kurnîi, Pidsmerekî, Smerekivka și Ternivka.

## Demografie
Componența lingvistică a comunei Dunaiiv
     Ucraineană (100%)
Conform recensământului din 2001, toată populația comunei Dunaiiv era vorbitoare de ucraineană (100%).